# Versam
Versam – miejscowość w gminie Safiental w Szwajcarii, w kantonie Gryzonia, w regionie Surselva. Do 31 grudnia 2012 samodzielna gmina.

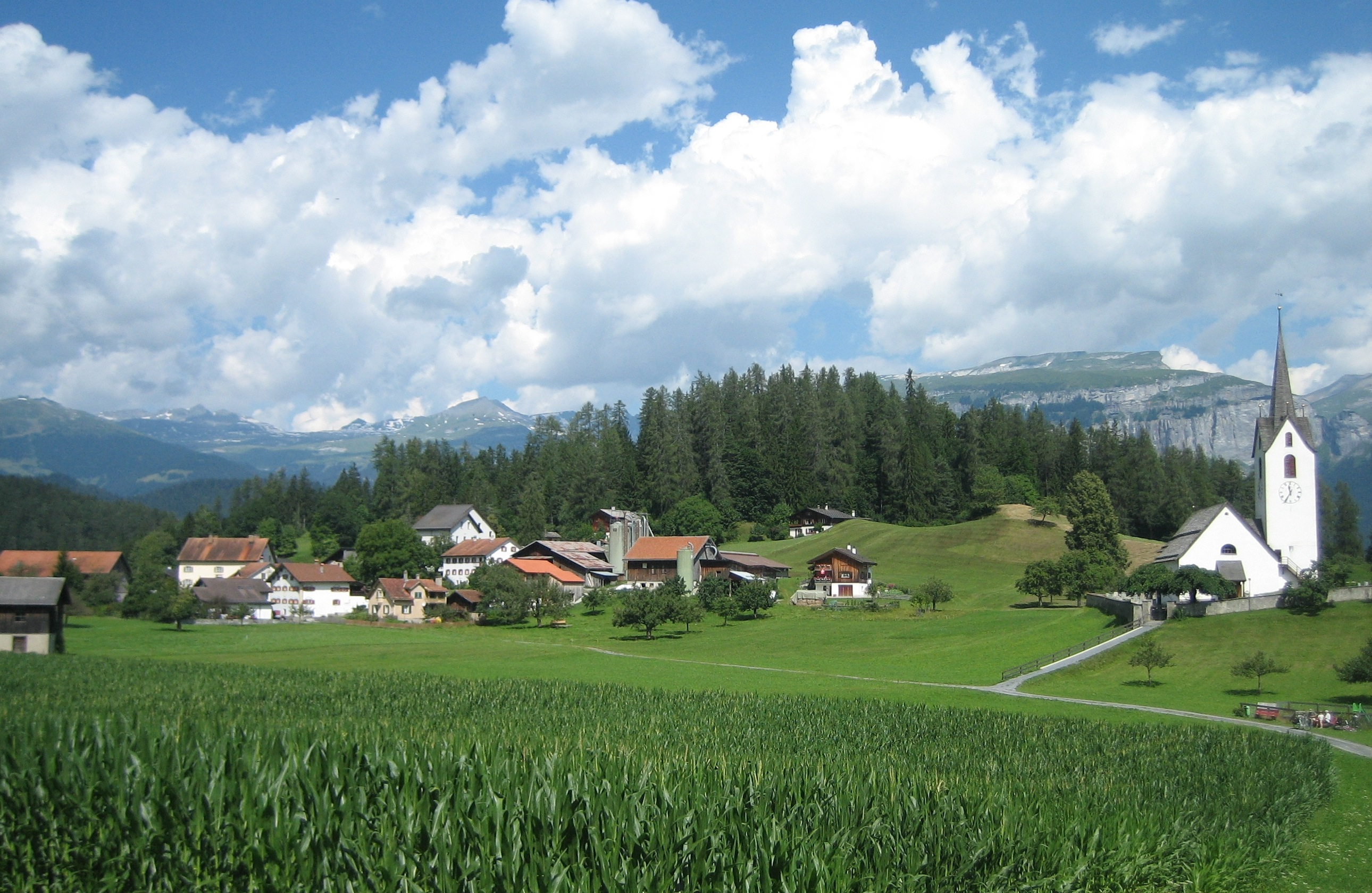
Versam